# Kazimierz Deyna
Kazimierz Deyna (Starogard Gdański, 23 oktober 1947 – San Diego, 1 september 1989) was een Pools voetballer die als aanvallende middenvelder speelde. Hij overleed op 41-jarige leeftijd aan de gevolgen van een auto-ongeluk.

## Clubvoetbal
Deyna debuteerde voor ŁKS Łódź en brak door als veel scorende middenvelder bij Legia Warschau. Met die club werd hij in 1969 en 1970 Pools kampioen. In 1978 ging hij naar Manchester City FC waar hij in de eerste seizoenen met blessures kampte. In het seizoen 1978/79 was hij met zeven doelpunten in de laatste acht wedstrijden belangrijk in de succesvolle strijd voor klassebehoud voor City. In 1981 speelde hij in de voetbalgerelateerde film Escape to Victory. Dat jaar emigreerde hij naar de Verenigde Staten waar hij zowel op het veld als indoor voor San Diego Sockers ging spelen en in totaal vijf kampioenschappen behaalde.

## Internationaal
Tussen 1968 en 1978 speelde Deyna in totaal 97 wedstrijden voor het Pools voetbalelftal waarin hij 41 doelpunten maakte en geregeld aanvoerder was. Hij won met Polen goud op de Olympische Zomerspelen 1972 waar hij ook topscorer van het toernooi werd. In 1976 werd een zilveren medaille behaald. Ook speelde Deyna op de wereldkampioenschappen in 1974 (derde plaats) en 1978.
In 1973 werd hij uitgeroepen tot Pools voetballer van het jaar en in 1974 was hij derde bij de verkiezing tot Europees voetballer van het jaar.